# دوني غرانت
دوني غرانت (بالإسبانية: Donny Grant)‏ (12 أبريل 1976 في كوستاريكا - ) هو لاعب كرة قدم كوستاريكي في مركز حراسة المرمى. شارك مع منتخب كوستاريكا لكرة القدم. أما مع النوادي، فقد لعب مع ديبورتيفو سابريسا ونادي كارتاهينيس ونادي سانتانيكوس أسوشيتد وA.D. Municipal Pérez Zeledón ‏ ونادي سان كارلوس وسانتوس دي جوابيلز ‏ والرابطة الرياضية في ليمون.

## وصلات خارجية
- دوني غرانت على موقع قاعدة بيانات كرة القدم.إي يو (الإنجليزية)
- دوني غرانت على موقع ناشيونال فوتبول تيمز (الإنجليزية)
- دوني غرانت على موقع Soccerway.com (الإنجليزية)